# Lab Rats
Lab Rats også kendt som Lab Rats: Bionic Island er en amerikansk tv-serie der havde premiere på Disney XD i USA den 27. februar 2012. Serien er skrevet af Chris Peterson og Bryan Moore. Den 18. maj 2012 blev der annonceret en anden sæson. Titlen under optagelserne til første pilotepisode var Billion Dollar Freshman, men der blev optaget en ny pilotepisode, med karakteren Bree, under navnet Lab Rats.

## Handling
Serien handler om den fjortenårige Leo der flytter med sin mor ind hos stedfaren Donald, som er forsker og har sit eget laboratorium i kælderen hvor han har givet tre søskende, Adam, Bree og Chase, bioniske kræfter der gør dem henholdsvis overnaturligt stærke, hurtige og kloge. Leo, Adam, Bree og Chase bliver gode venner, og mens de stadig vænner sig til hinanden, løser de problemerne der er når man går i high school. 

## Personer
Leo Francis Dooley (Tyrel Jackson Williams) er den fjortenårige dreng som går i en helt normal high school, men som har nogle bemærkelsesværdige venner. Han har ingen overnaturlige kræfter selv, men forsøger at hjælpe de andre igennem high school. Han bor med vennerne og sin mor, Tasha, og sin stedfar, Donald. Han for dog bioniske evner længere henne i sæson 3 fordi han er ved at miste livet 
Adam Davenport (Spencer Boldman) er den syttenårige storebror til Bree og Chase, og Leos ven. Han er utrolig stærk, men er ikke den skarpeste kniv i skuffen, men han er sød og en charmerende fyr 
Bree Davenport (Kelli Berglund) er den sekstenårige søster til Adam og Chase, og den eneste pige i huset udover Tasha som fungerer som mor til både Adam, Bree og Chase. Hun er lynhurtig, og det giver problemer, især når man løber væk så snart den smarte fyr, Ethan, er i nærheden.
Chase Davenport (Billy Unger) er den femtenårige lilebror til Adam og Bree, og Leos ven. Han er ekstremt klog, og har en parallel identitet, Spike, som træder frem når Chase bliver vred.
Donald Davenport (Hal Sparks) er den geniale og selvglade opfinder af de tre bioniske søskende.
Douglas Davenport (Jeremy Kent Jackson) er Donalds bror og den oprindelige skaber af de tre bioniske søskende. Han er et geni, og har ekstremt gode kamp evner. Douglas var først en anti-helt, men vente sig til den gode side efter den onde Viktor Krane forrådte ham. Han kom til at bo hos Donald og resten af familien.